# Twink (schwuler Jargon)

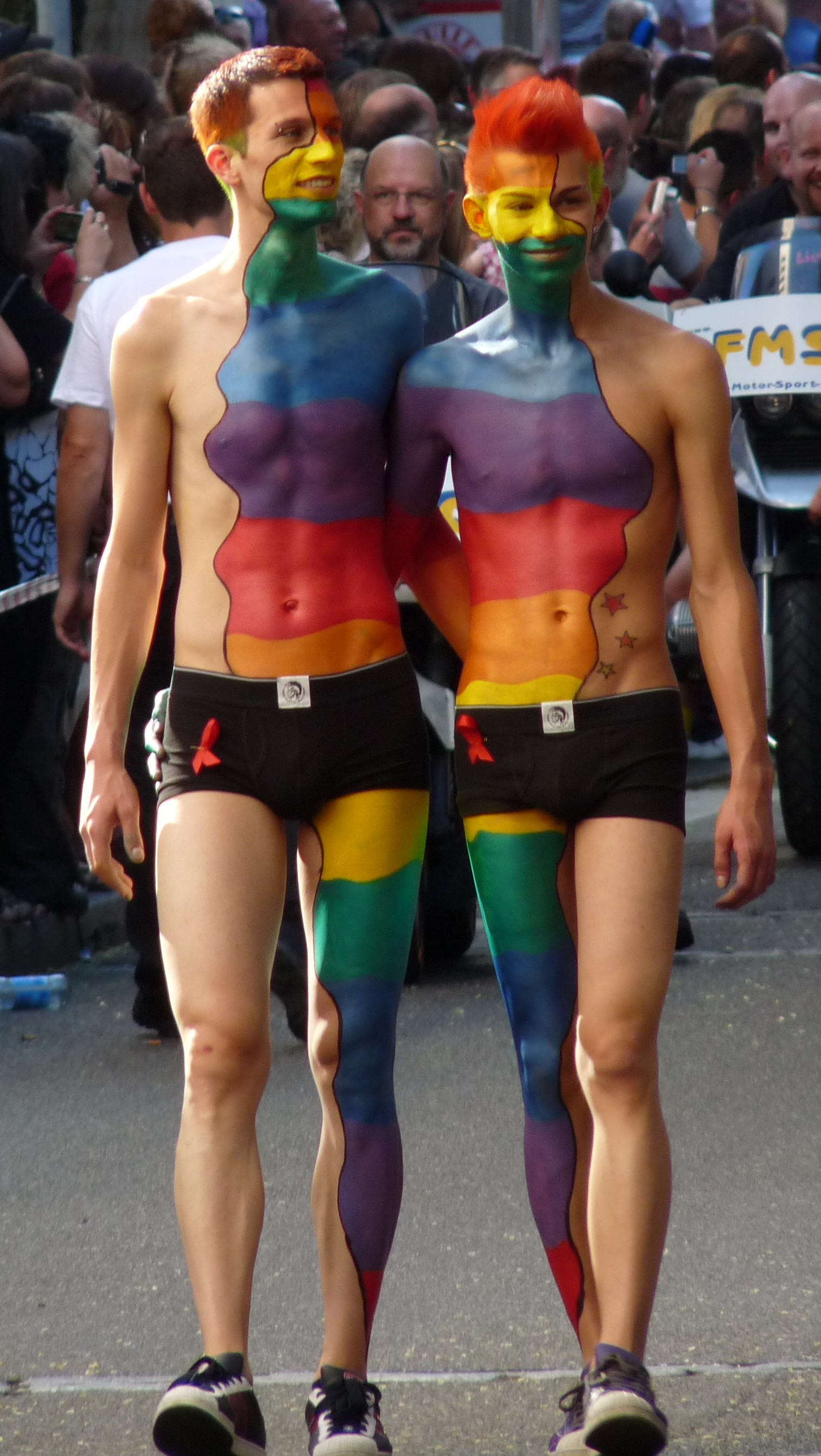
Twinks auf dem Stuttgarter CSD-Umzug 2009

Twink ist eine Bezeichnung, die sich zunächst in der US-amerikanischen schwulen Szene etablierte und im 21. Jahrhundert weltweite Bekanntheit erlangte, vermutlich über das Internet. Als „Twinks“ gelten junge schlanke Männer mit wenig ausgeprägten sekundären Geschlechtsmerkmalen, insbesondere geringer Gesichts- und Körperbehaarung und geringer Muskelmasse. Der Twink gehört – wie der Jock und der Hunk, der Bear und der Daddy – zu den Stereotypen der schwulen Szene.

## Herkunft
Das Wort wurde bereits in den USA der 1960er Jahre verwendet. Weil homosexuelle Handlungen noch unter Strafe standen, hatte sich ein Vokabular entwickelt, dessen Gebrauch in der Öffentlichkeit nicht weiter auffiel. Vielleicht geht die Bezeichnung „Twink“ auf die damals populären Twinkies zurück, Kuchenröllchen mit Cremefüllung, vielleicht aber auch auf twank, eine Eigenbezeichnung schwuler Männer im Vereinigten Königreich der 1920er Jahre.

## Twinks in der Pornoindustrie
Pornodarsteller wie Brent Corrigan, Brent Everett oder Ralph Woods starteten ihre Karrieren als Twinks. In den GayVN Awards wird seit 2018 der „Favorite Twink“ ausgezeichnet. 2018, 2020, 2022 und 2023 ging die Auszeichnung an Joey Mills, 2019 an Kyle Ross und 2021 an Austin L. Young.